# Serious Sam Double D
Serious Sam Double D é um jogo shoot 'em up horizontal da série Serious Sam. Foi desenvolvido pela Mommy's Best Games para as plataformas Windows e Xbox 360.

## Recepção da crítica
Serious Sam: Double D recebeu poucas críticas e fama. Destructoid afirmou que "Double D não é o mais bem produzido dos jogos de tiro, mas é divertido. Com humor genuinamente engraçado e auto-depreciativo, e oponentes cada vez mais ridículos para enfrentar, Mommy's Best Games produziu algo que é certo de entreter, mesmo que não inspire".